# I Am Who I Am
I Am Who I Am è un singolo della cantante belga Lara Fabian, pubblicato il 18 settembre 2000 come terzo estratto dal quarto album in studio eponimo.
Il brano è stato scritto dalla stessa cantante assieme a Rick Allison, Evan Rogers e Carl Sturken e prodotto da questi ultimi due.

## Tracce
CD Maxi (Europa)
1. I Am Who I Am (Chris Lord-Algé Remix) – 3:53
2. I Am Who I Am (HQ2 Radio Mix) – 3:29
3. I Am Who I Am (Bastone And Berstein Radio Edit) – 3:31
4. I Am Who I Am (Major Tom Version) – 3:40
5. Before We Say Goodbye – 4:25

CD Singolo (Europa e Sudafrica)
1. I  Am Who I Am (Chris-Lord-Alge Remix) – 3:53
2. I Am Who I Am (Soul Solution Radio Edit) – 3:04
3. I Am Who I Am (HQ2 Radio Mix) – 3:28

## Classifiche
| Classifica (2000) | Posizione massima |
| ----------------- | ----------------- |
| Francia           | 67                |
| Germania          | 70                |
| Svizzera          | 64                |